# Xalcuahuta
Xalcuahuta är en ort i Mexiko.   Den ligger i kommunen Cuetzalan del Progreso och delstaten Puebla, i den sydöstra delen av landet, 180 km öster om huvudstaden Mexico City. Xalcuahuta ligger 397 meter över havet och antalet invånare är 661.
Terrängen runt Xalcuahuta är huvudsakligen kuperad, men åt nordost är den platt. Runt Xalcuahuta är det tätbefolkat, med 383 invånare per kvadratkilometer. Närmaste större samhälle är Olintla, 18,0 km väster om Xalcuahuta. I omgivningarna runt Xalcuahuta växer huvudsakligen savannskog.